# اک-کول
اک-کول (به لاتین: Ak-Kul') یک منطقهٔ مسکونی در قرقیزستان است.

## خصوصیات
اک-کول ۲٬۶۲۴ متر بالاتر از سطح دریا واقع شده‌است.